# Spinimegopis ishigakiana
Spinimegopis ishigakiana là một loài bọ cánh cứng trong họ Cerambycidae.